# Lignareix
Lignareix település Franciaországban, Corrèze megyében. Lakosainak száma 162 fő (2022. január 1.). Lignareix Saint-Pardoux-le-Neuf, Saint-Pardoux-le-Vieux, Saint-Rémy és Ussel községekkel határos.

## Népesség
A település népességének változása:
| Lakosok száma | 113  | 97   | 169  | 153  | 160  | 163  | 164  | 164  | 164  | 162  |
|               | 1968 | 1982 | 1990 | 2006 | 2013 | 2015 | 2017 | 2019 | 2020 | 2022 |